# Provincia de Kratié
Kratié (o Kratie), Kracheh en francés, es una provincia del Reino de Camboya cuya capital es la Ciudad de Kratié. Tiene una superficie de 11.094 km² y una población de 263.175 habitantes (1998). Sus límites son: al norte la Provincia de Stung Treng, al este la Provincia de Mondol Kirí, al sur Vietnam y la Provincia de Kompung Cham, y al oeste la Provincia de Kompung Thom.

## Geografía
La Provincia tiene una gran riqueza de contrastes geográficos que van desde la llanura camboyana central, las selvas tropicales y algunas alturas, entre las cuales las más importantes son Snuol, en´la frontera con Vietnam y el Monte Prech en límites con la Provincia de Mondol Kirí. Ello hace que la provincia tenga además una gran riqueza en flora y fauna.
La capital provincial es célebre porque no fue destruida durante el régimen de los Jemeres rojos, por lo que es posible admirar edificaciones del tiempo de la Colonia Francesa.

## División política
La provincia de Kratié está dividida en 5 distritos:
- 1001 Chhloung
- 1002 Ciudad de Kratié.
- 1003 Preaek Prasab
- 1004 Sambour
- 1005 Snuol